# ارمک میانه
ارمک میانه (نام علمی: Ephedra intermedia) نام یک گونه از سرده ارمک است.